# Jules Adler
Jules Adler (n. 8 iulie 1865, Luxeuil, Franche-Comté⁠(d), Franța – d. 11 iunie 1952, Nogent-sur-Marne, Seine, Franța) a fost un pictor francez.
Atașat curentului naturalist , este supranumit „ pictorul celor umili ".

## Biografie
Al treilea fiu al unui negustor de stofe din Luxeuil-les-Bains, Jules Adler a părăsit Franche-Comté în 1882. Apoi s-a mutat la Paris cu familia. A studiat inițial la Școala de Arte Decorative, unde a fost elevul lui William Bouguereau, Tony Robert-Fleury, iar apoi la Beaux-Arts unde a studiat cu Pascal Dagnan-Bouveret. În același timp, din 1883, a urmat cursurile Academiei Julian. După un prim eșec, a intrat cu succes la Ecole des Beaux-Arts din Paris în 1884.
Massier la Academia Julian, a creat balul mascat al academiei, care mai târziu avea să devină Bal des Quat'z'Arts.
În 1888, a debutat la Salon cu pictura Misère. Adler a câștigat mai multe medalii la Salon și a participat la numeroase expoziții. Tema sa preferată a fost clasa muncitoare, ceea ce i-a adus porecla de „pictorul celor umili”. A câștigat o medalie de aur cu tabloul Bucurii populare; una dintre cele mai cunoscute pânze ale sale este La Grève-Le Creusot, expusă la Salonul din 1900, care a avut un mare succes. La 7 august 1899 a început al doilea proces al căpitanului Dreyfus, la Rennes. Adler a luat atitudine în această afacere, iar casa sa a devenit un centru pentru susținătorii lui Dreyfus. În 1903, a fost membru fondator al Salon d'Automne de la Petit Palais.
Din 1914 până în 1918, a înființat o cantină în Place Pigalle, pentru a ajuta artiștii, servind câteva mii de mese și oferindu-le îmbrăcăminte. În 1914, pictorul a fost trimis într-o misiune artistică la Verdun (Meuse) și a adus cu el desene, schițe și fotografii. A fost numit profesor la Beaux-Arts din Paris în 1928, unde l-a avut ca elev pe nepotul său, Jean Adler⁠(d).
Atașat de rădăcinile sale față de Franche-Comté, a participat la expoziții locale, cum ar fi în 1924 la Belfort (Territoire de Belfort), alături de pictori din Franche-Comté, Lorena și Alsacia precum Georges Fréset, Joseph-Paul Alizard⁠(d), Jules-René Hervé și Jules-Alexis Muenier⁠(d), precum și la Langres (Haute-Marne) alături de Fréset, Hervé și René-Xavier Prinet.
În timpul celui de-al Doilea Război Mondial, a fost arestat în martie 1944 după ce a fost denunțat de un farmacist pentru că s-a plimbat în Square des Batignolles pe atunci interzisă evreilor și internat în ospiciul Picpus, anexă a lagărului de la Drancy. A scapă de deportare.
A murit în 1952 într-o sărăcie relativă la casa de bătrâni pentru artiști din Nogent-sur-Marne. Este înmormântat în Cimitirul Saint-Vincent, divizia a 4-a, în cartierul Montmartre.

## Lucrări

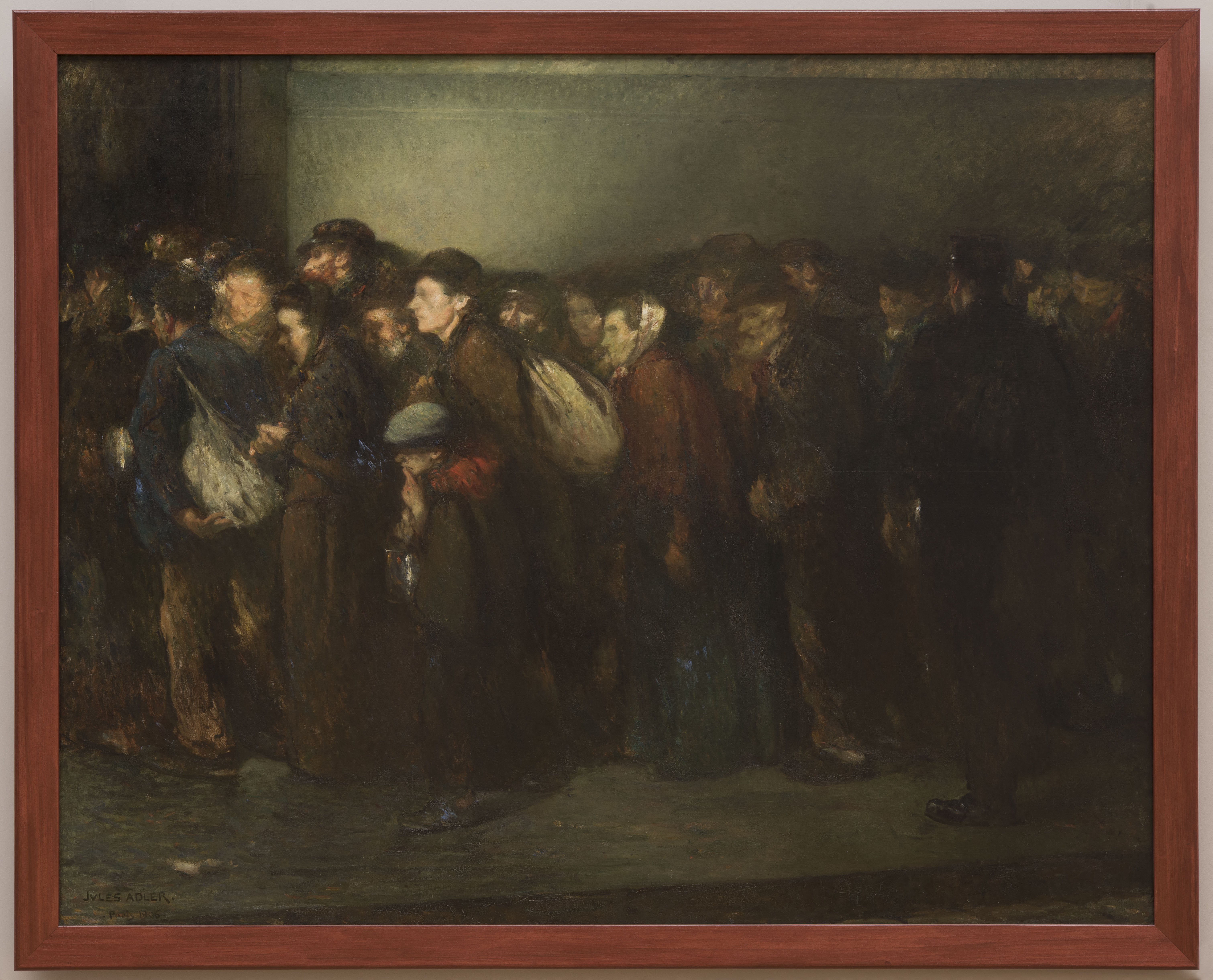
Ciorba săracilor (1906), Paris, Petit Palais.

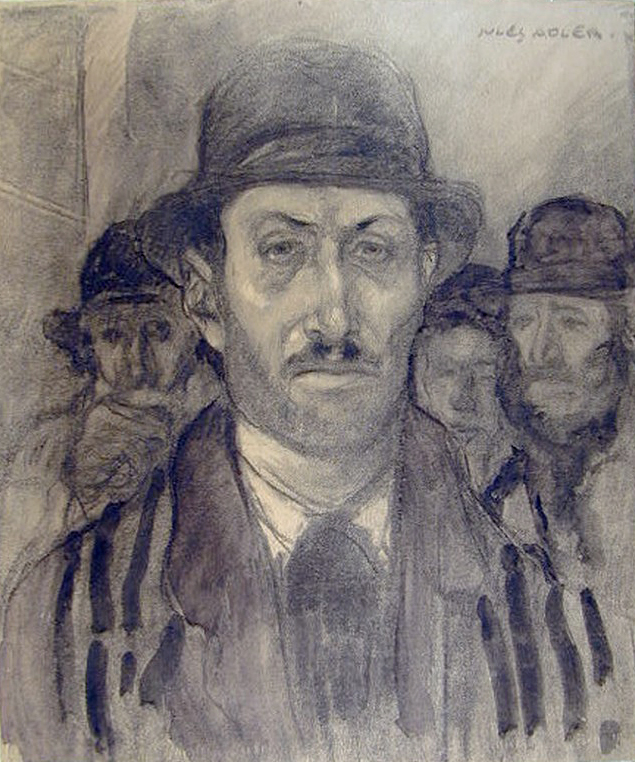
Portret de bărbat (1943), desen, Paris, Muzeul de Artă și Istoria Iudaismului.

- Greva de la Le Creusot, 1899, Muzeul de Arte Plastice din Pau .
- Portretul doctorului Harou, 1937, Muzeul Alfred-Canel .
- Piața Faubourg Saint Denis, 1895, Remiremont, muzeul Charles de Bruyères .
- Armistițiul, 1918, Remiremont, muzeul Charles de Bruyères.
- Mobilizare, 1914, Muzeul de Istorie și Arheologie din Belfort .
- Panorama Parisului văzută de la Sacré-Coeur, 1935, Musée des Beaux-Arts de Dole .
- Soțiile marinarilor de pe chei din portul Boulogne-sur-Mer, 1905, Musée des Beaux-Arts de Dole .
- Seara de vară la Paris, 1901, Gray (Haute-Saône), Muzeul Baron-Martin .
- Băiat de fermă la Saint-Valbert, 1902, Gray (Haute-Saône), muzeul Baron-Martin .
- Miner, Charleroi, 1901, Gray (Haute-Saône), muzeul Baron-Martin .
- Le Trottin, 1903, Muzeul de Arte Frumoase din Reims .
- Accidentul din 1912, Muzeul de Arte Frumoase din Dijon .
- Les Haleurs, 1904, Luxeuil-les-Bains, muzeul Turnului Consilieri [19] .
- Le Chemineau, 1908, Luxeuil-les-Bains, muzeul Turnului Consilieri.
- Supa săracilor, 1906, Paris, Petit Palais .
- Vreme rea în larg, matelotes d'Étaples, 1913, Petit Palais .
- Strada, 1895, Castres, Muzeul Goya .
- Omul cu ulcioare, Muzeul de Arte Frumoase din Marsilia .
- Le Jardinier Fleurot, Palatul Artelor Frumoase din Lille .
- Greva de la Le Creusot, 1899, Le Creusot, eco-muzeu, Château de la Verrerie .
- Fanfară, 1927, muzeul Chartreuse de Douai .
- Bucurii populare, 1898, Mâcon, Muzeul Ursulinelor .
- Les Las, 1897, Avignon, muzeul Calvet  .
- Poștașul rural sau poștașul Saint-Valbert, 1902, ulei pe pânză, 91 × 72  , Langres, Muzeul de Artă și Istorie .
- Întoarcere de la pescuit în Boulogne, 1914, Buenos Aires, Muzeul Național de Arte Frumoase [20] .
- Întoarcere de la pescuit în Boulogne, schiță pregătitoare, Condette, Château d'Hardelot .
- Furnalele din Providence, pe la 1904, Luxeuil-les-Bains, muzeul Turnului Consilierului .
- Sardinières din Douarnenez, 1900, Luxeuil-les-Bains, muzeul Turnului Consilieri.
- Doliu în Limousin, 1931, Luxeuil-les-Bains, muzeul Turnului Consilieri.
- Snow, 1929, Luxeuil-les-Bains, muzeul Turnului Starerilor.
- L'Alsacienne, 1928, Luxeuil-les-Bains, muzeul Turnului Consilieri.
- Portretul lui André Maroselli, 1932, Luxeuil-les-Bains, Muzeul Turnului Consilieri.